# Руски и съветски паметници в Старозагорска област
| Снимка | Описание/дати стар стил | Надпис | Местоположение | Местоположение |
| ------ | --- | --- | -------------- | --- |
|        | Братска могила на 8 нисши чина от 4-та стрелкова бригада, загинали на 4 юли 1877 г. в битката с турците край село Лаханлии (дн. Ветрен) | 4-ой стрелковой бригадьі 8-ми: Стрелькам павшим в бою. 4-во юля 1877 года | Ветрен         | Намира се на 1.7 км северозападно в местността Куйлуша – Първомайската чешма 42°36′51.3″ с. ш. 25°40′00.1″ и. д. / 42.61425° с. ш. 25.666694° и. д. |
|        | Чешма в памет на руските войски освободили селото от турско робство | В памет на освободителите ни от 1877 - 1878 г. | Габарево       | Намира се по пътя за църквата 42°37′38.6″ с. ш. 25°09′41.3″ и. д. / 42.627389° с. ш. 25.161472° и. д. |
|        | Братска могила на руски войни от отряда на генерал Йосиф Гурко, загинали на 2 юли 1877 г. край селото | Тук почиват костите на незнайни войни от отряда на Генерал Гурко загинали при с. Гурково на 2/15 VII 1877 г. От признателните пионери и комсомолци с. Гурково 1969 г. 1877-1878 | Гурково        | Намира се в парка до СОУ „Христо Смирненски“ 42°39′25.7″ с. ш. 25°47′49.4″ и. д. / 42.657139° с. ш. 25.797056° и. д. |
|        | Бюст-паметник на генерал Йосиф Гурко | ген. ГУРКО ЙОСИФ ВЛАДИМИРОВИЧ 1821 – 1901 | Гурково        | Намира се до паркинга до СОУ „Христо Смирненски“ 42°39′26.4″ с. ш. 25°47′45.2″ и. д. / 42.657333° с. ш. 25.795889° и. д. |
|        | Паметник на мястото на нощуването част от Предния отряд на генерал Йосиф Гурко след битката при Джуранли (Калитиново) на 19 юли 1877 г. | На 19 юли 1877 г. отрядът на генерал Гурко след Калитиновския бой нощува в с. Дълбоки и оттук се отправя към с. Гурково по т.нар. Руски път | Дълбоки        | Намира се на височината на 1 км северозападно от селото 42°29′21.3″ с. ш. 25°46′00.4″ и. д. / 42.48925° с. ш. 25.766778° и. д. |
|        | Руски път - паметна плоча на пътя на отстъплението на отряда на генерал Гурко след битката при Джуранли (Калитиново) на 19 юли 1877 г. | Руски път 1877 | Дълбоки        | Намира се северно от селото 42°29′11.4″ с. ш. 25°45′51.3″ и. д. / 42.4865° с. ш. 25.76425° и. д. |
|        | Паметна плоча по Руския път на генерал Гурко при отстъплението му през Средна гора за прохода Хаинбоаз на 19 юли 1877 г. | През тази местност е преминала част от Предния отряд на генерал Гурко за Хаинбоаз на (1.VIII.1877). | Дълбоки        | Намира се северно от селото |
|        | Гроб на незнаен руски войн от отряда на генерал Гурко, починал от раните си на това място на 19-20 юли 1877 г. | Тук е погребан неизвестен руски воин отдал живота се за свободата на България в Руско-турската война 1877-1878 г. | Дълбоки        | Намира се северно от селото 42°31′37.7″ с. ш. 25°45′42.9″ и. д. / 42.527139° с. ш. 25.761917° и. д. |
|        | Паметник върху руско гробище на войни, настанени в лазарета и починали от тиф през Руско-турската война 1877 – 1878 г. | Въ память на Освободителната война прѣзъ 1877 – 1878 г. Отъ признателната България на геройски загиналите братя руси | Енина          | Намира се на 1.5 км югоизточно в местността Керемидата 42°39′27.6″ с. ш. 25°25′06.6″ и. д. / 42.657667° с. ш. 25.4185° и. д. |
|        | Надгробен паметник на д-р Василий Зверински, починал от коремен тиф на 12 юни 1878 г. | Здѣсь погребено тѣло Доктора Медицины Коллежскаго Совѣтника Василiя Звѣринскаго умеръ 12-го Iюня 1877 г. Сооруженъ сослуживцемъ А.И.В. | Енина          | Намира се в двора на църква „Света Параскева (Петка)“ 42°40′20.2″ с. ш. 25°24′34.2″ и. д. / 42.672278° с. ш. 25.4095° и. д. |
|        | Надгробен паметник на поручик Александър Чеканов командир на 3-та рота от 13-ти стрелкови батальон, тежко ранен и починал на 27 декември 1877 г. | 13-го Стрҧлковаго батальона Поручикъ АЛЕКСАНДРЪ ЧЕКАНОВЪ убитъ 27 Декабря 1877 года | Казанлък       | Намира се в девически манастир „Въведение Богородично“ 42°37′02.2″ с. ш. 25°22′57.8″ и. д. / 42.617278° с. ш. 25.382722° и. д. |
|        | Надгробен паметник на поручик Иван Грузевич-Нечай от 14-ти стрелкови батальон, ранен на 27 декември 1877 г. и починал на 27 януари 1878 г. | 14-го Стрҧлковаго батальона Поручикъ ИВАНЪ ГРУЗЕВИЧЪ-НЕЧАЙ раненъ: 27 Декабря 1877 года умеръ: 27 Января 1878 года | Казанлък       | Намира се в девически манастир „Въведение Богородично“ 42°37′02.2″ с. ш. 25°22′57.8″ и. д. / 42.617278° с. ш. 25.382722° и. д. |
|        | Надгробен паметник на подпоручик Вячеслав Казанский от 15-ти стрелкови батальон, ранен на 27 и починал на 30 декември 1877 г. | 15-го Стрҧлковаго батальона Подпоручикъ ВЯЧЕСЛАВЪ КАЗАНСКIЙ раненъ 27 умеръ 30 Декабря 1877 года | Казанлък       | Намира се в девически манастир „Въведение Богородично“ 42°37′02.2″ с. ш. 25°22′57.8″ и. д. / 42.617278° с. ш. 25.382722° и. д. |
|        | Надгробен паметник на Леонид Александрович Канели, починал на 28 май 1879 г. на 48 годишна възраст | Здҧсь погребено тҧло Ленида Александровича КАНЕЛИ скончалшагося 28 Мая 1879 года на 48 году своей жизни миръ праху твоему | Казанлък       | Намира се в девически манастир „Въведение Богородично“ 42°37′02.2″ с. ш. 25°22′57.8″ и. д. / 42.617278° с. ш. 25.382722° и. д. |
|        | Надгробен паметник на щабс-капитан Николай Александрович Рогозински, командир на 1-ва рота от 5-та опълченска дружина, ранен на 28 декември в битката при Шейново и починал на 7 февруари 1878 г. | Штабсъ Капитанъ Николай Александровичъ Рогозинскiй Смертельно раненъ 28-го Декабр 1877 г. Скончался 7-го Февраля 1878 года Миръ Праху Твоему Товарищъ! | Казанлък       | Намира се в девически манастир „Въведение Богородично“ 42°37′02.2″ с. ш. 25°22′57.8″ и. д. / 42.617278° с. ш. 25.382722° и. д. |
|        | Паметник на подпоручик и адютант на 16-ти стрелкови батальон Рафаил Филипович Тимофеев, тежко ранен в гърдите на 27 декември при Шипка и починал на 28 декември 1877 г. | Упокой Господи душу усопшаго раба Твоего! адьютант 16 стрековаго Батальона подпоручикъ Рафаилъ Филипповичъ Тимофеевъ тяжело ранен при деревне Шипке 27 декабря 1877-го года | Казанлък       | Намира се в девически манастир „Въведение Богородично“ 42°37′02.2″ с. ш. 25°22′57.8″ и. д. / 42.617278° с. ш. 25.382722° и. д. |
|        | Паметник на подпоручик Александър Константинович Кузмин-Караваев, адютант на 5-ти сапьорен батальон, тежко ранен от осколки в крака на 27 декември 1877 г. при с. Шипка и починал на 31 декември 1877 г. | Подпоручикъ Александръ Константиновичъ Кузьмин-Караваевъ. Родился 20 марта 1855 года. Скончался 31 декабря 1877 года отъ раны полученной въ сраженiи подъ Шипкой 27 декабря 1877 года | Казанлък       | Намира се в девически манастир „Въведение Богородично“ 42°37′02.2″ с. ш. 25°22′57.8″ и. д. / 42.617278° с. ш. 25.382722° и. д. |
|        | Паметник на щабс-капитан Павел Шумахер, подпоручик Игнатий Марцинковский, прапоршчик Максим Стефанович от 33-ти Елецки полк и подпоручик Павел Дашкевич от 34-ти Севски полк, починали от раните, получени на 27 и 28 декември 1877 г. | Товарищамъ умершимъ отъ ранъ полученныхъ при взятiи ШИПКИ 27 и 28 го Декабря 1877 года 33-го пѣхотнаго Елецкаго полка Шт.Капитанъ Павелъ Шумахеръ, подпоручикъ Игнатiй Марцинковской, прапорщикъ Максимъ Стефановичъ, 34-го пѣхотнаго Сѣвскаго П. А. Р. полка подпоручикъ Павелъ Дашкевичъ | Казанлък       | Намира се в девически манастир „Въведение Богородично“ 42°37′02.2″ с. ш. 25°22′57.8″ и. д. / 42.617278° с. ш. 25.382722° и. д. |
|        | Надгробен паметник на Венедикт Липский, починал на 29 май 1878 г. | Здесь покоица тела раби божiи воинъ Винидиктъ Липскiи. Скончался въ 1878 г. М: маия 29 | Казанлък       | Намира се в девически манастир „Въведение Богородично“ 42°37′02.2″ с. ш. 25°22′57.8″ и. д. / 42.617278° с. ш. 25.382722° и. д. |
|        | Паметник на генерал-майор Михаил Скобелев | генерал МИХАИЛ СКОБЕЛЕВ 29 IX 1843 26 VI 1882 | Казанлък       | Намира се на площад „Видин Даскалов“ 42°37′17.5″ с. ш. 25°23′25.8″ и. д. / 42.621528° с. ш. 25.3905° и. д. |
|        | Паметник на боевете при Стара Загора и Джуранли (Калитиново) на 19 юли 1877 г. | Въ царствованiе росiйскаго императора Александра ІІ подъ начальствомъ его высочества Княза Николая Максимилiановича Герцога Лейхтенбаркскаго 19 Iюля 1877 г. сраженiе при Джуранлiй и Ески Загрѣ. Участвовали въ бо: Полуэксадронъ почетнаго его величества конвоя. ПОЛКИ: Елецкiй и Сѣвскiй пѣхотные. 4-я стрѣлковая бригада. 1,2,3,4,5 и 6 дружины болгарскаго ополченiя. 2 сотни 7-го пластунскаго батальона Кубанскаго казаческаго войска. Астраханскiй и Казанскiй драгунскiе полки и Киевскiй гусарскiй. Донскiе казачьи полки №№ 21 и 26. Уральская казачья сотня, 16 конно-арт. батарея, Донскiя казачьи №№ 10 и 15 батареи. 1 и 2 горно-пѣшiя батареи. Сводная конно пiонерная команда. | Калитиново     | Намира се на 3 км североизточно в местността Шакови могили. Открит е тържествено на 26 юли 1881 г. 42°26′47.9″ с. ш. 25°46′31.4″ и. д. / 42.446639° с. ш. 25.775389° и. д. |
|        | Братска могила на старши вахмистър Захар Санников, редови Йохан Видеман, Иван Свидза, Данило Беляк, Ефим Филатов от 4-ти ескадрон на 9-ти хусарски Киевски полк и канонир Иван Кузьмин Катрошенко от 16-та конна батарея, убити на 12 юли при Карабунар (Подслон) и на 19 юли 1877 г. край Джуранли | 1877 1878 | Калитиново     | Издигнат е през 1973 г. в центъра 42°25′30.9″ с. ш. 25°44′01.2″ и. д. / 42.42525° с. ш. 25.733667° и. д. |
|        | „Казашки гроб“ - Братска могила на 13 руски войници от 3-та рота на 6-ти сапьорен батальон и 3 свързочници, загинали при влакова катастрофа на 3 юни 1878 г. край река Съзлийка | Под този камък почиват телата на нисши чинове от трета рота на шести сапьорен батальон, убити при катастрофата на влака на 16 юни 1878 г. Сред тях един старши унтер офицер -Иван Яремчук, редниците Андрей Олялин, Николай Новиков, Леонтий Боровик, Прохор Шпачук, Игнатий Максимец, Василий Панчук, Никита Зароверов, Евстигней Яковлев, Лазар Горящук, Гаврил Мазур, Трифон Хлуплюк, денщик Юрий Рауман и още трима от свързочната команда | Любеново       | Намира се югозападно до жп линията и река Съзлийка 42°11′32.1″ с. ш. 25°54′30.6″ и. д. / 42.19225° с. ш. 25.9085° и. д. |
|        | Паметна плоча за посрещането на конния авангард на генерал Отон Раух на 14 юли 1877 г. | На 14 юли 1877 г. конният авангард на Предния отряд командуван от Генерал О. Е. Раух освободи от петвековното турско робство с. Николаево. Поклон пред паметта на славните руски витязи и български опълченци паднали за свободата на България. | Николаево      | Намира се в парка до храм „Св. св. Кирил и Методий“ 42°37′48″ с. ш. 25°47′30″ и. д. / 42.63° с. ш. 25.791667° и. д. |
|        | Бюст-паметник на княз Николай Николаевич | генерал Н ИКОЛАЙ НИКОЛАЕВИЧ 1877– 1878 | Николаево      | Намира се в парка „Николай Николаевич“ 42°37′45.6″ с. ш. 25°47′20.5″ и. д. / 42.629333° с. ш. 25.789028° и. д. |
|        | Братска могила на кавалеристите от 9-ти драгунски Казански полк, убити на 15 юли 1877 г. край Нова Загора – портупей-юнкер Аполинарий Лвович Боженко, унтер-офицер Хедерт Давов Брижинский, редници Алексей Иванов Чернуха, Марк Илин Пономарев, Карл Алексеев Митяж, Михаил Михайлов Роганский, Пьотър Александров Павеница, Василий Никитин Зубков, Захар Василиев Землинский, Корней Мойсеев Накута | Здҧсъ Покоится тҧло прапорщика 9-го Драгунскаго Казанскаго полка Апполинария Львовича Боженка и съ нимъ одиннадцить человекъ нижнихъ чиновъ сегоже полка. Убиты 1877 года Iюля 15-го дня подъ Ени Загрой | Нова Загора    | Паметникът е обновен юни 2018 г. Намира се на запад в гробището 42°29′19.6″ с. ш. 25°59′54.3″ и. д. / 42.488778° с. ш. 25.998417° и. д. |
|        | Паметник на освобождението на Нова Загора | Вечна слава на героите освободители на град Нова Загора от турско иго | Нова Загора    | Издигнат е през 2017 г. по инициатива на кмета на общината Николай Грозев на мястото на старата паметна плоча. Намира се в градината до жп гарата на ул. Васил Левски 42°29′11.7″ с. ш. 26°00′57″ и. д. / 42.486583° с. ш. 26.015833° и. д.                                     |
|        | Братска могила на загинали руски войници в битката при Джуранли (Калитиново) на 19 юли 1877 г. | Тук се проля кръвта на една част руски войници за нашата свобода на 19 юлий 1877г. | Преславен      | Овчар от с. Горно Ботево погребва след битката телата на загиналите и техните оръжия и издълбава надписа върху гранитен кръст. Намира се североизточно в нивите 42°25′14″ с. ш. 25°45′43.5″ и. д. / 42.420556° с. ш. 25.762083° и. д.                                           |
|        | Паметен знак на загиналите войни в Руско-турската война 1877 – 1878 г. | В памет на загиналите в Руско-турската освободителна война 1877 – 1878 | Скобелево      | Намира се в местността Махалата |
|        | Паметник на защитниците на Стара Загора, загинали на 19 юли 1877 г. | На падналите въ боя на 19 юлий 1877 г. при Стара Загора. Въздигнатъ на 19 юлий 1902 г. Отъ признателните старозагорски граждани | Стара Загора   | Построен в градския парк през 1902 г. по повод 25 годишнината от Старозагорския бой 42°25′30″ с. ш. 25°37′37.6″ и. д. / 42.425° с. ш. 25.627111° и. д. |
|        | Паметник на подполковник Павел Калитин, 12 офицери и 359 руски войни и български опълченци, загинали при отбраната на Стара Загора на 19 юли 1877 г. | СВОБОДА ИЛИ СМЪРТ ОСВОБОДЕНА ПРИЗНАТЕЛНА БЪЛГАРИЯ | Стара Загора   | Построен в парк „Подполковник Калитин“ през 1927 г. по повод 50 годишнината от Старозагорския бой в местността Акарджа, днес в рамките на града 42°25′30.1″ с. ш. 25°38′39.7″ и. д. / 42.425028° с. ш. 25.644361° и. д.                                                         |
|        | Мемориален комплекс Бранителите на Стара Загора | В памет на геройски загиналите в боевете за Стара загора на 31 юли 1877 г. от признателните потомци | Стара Загора   | Построен североизточно в местността Чадър могила през 1977 г. по повод 100 годишнината от Старозагорския бой на мястото на опълченските позиции на левия фланг 42°25′59.5″ с. ш. 25°39′14″ и. д. / 42.433194° с. ш. 25.653889° и. д.                                            |
|        | Надгробен паметник на поручик Николай Алексеевич Албовский от 9-ти драгунски Казански полк, убит на 18 юли 1877 г. | Здѣсь покоится тѣло Поручика 9-го драгунскаго казанскаго полка незабравимаго НИКОЛАЯ АЛЕКСѢЕВИЧА убитъ 19 iюля 1877 год потъ Эски Загорои | Стара Загора   | Намира се в парк „Подполковник Калитин“ 42°25′29.8″ с. ш. 25°38′40.4″ и. д. / 42.424944° с. ш. 25.644556° и. д. |
|        | Паметник на мястото където е посрещнат отрядът на полковник Сиделников от 1-ви Донски казашки полк, освободил на 3 януари 1878 г. гр. Чирпан | 1878 На 3/15 януари 1878 година отряд под командуването на полковник Сиделников освободи гр. Чирпан | Чирпан         | Намира се на изток от града в местността Памуклука 42°12′14.5″ с. ш. 25°20′51.6″ и. д. / 42.204028° с. ш. 25.347667° и. д. |
|        | Надгробен паметник на казака Егор Крупнов от 1-ви Донски казашки полк, убит край село Чакърджи (дн. Градина) при престрелка с отстъпващи турски части на 3 януари 1878 г. | | Чирпан         | Намира се на изток от града в Парк стари християнски гробища 42°12′01.9″ с. ш. 25°20′11.1″ и. д. / 42.200528° с. ш. 25.336417° и. д. |
|        | Паметник на победата в Шейновската битка на 27 и 28 декември 1877 г. | Това място помни грохота на боевете и гърма на победата през освободителната руско-турска война на 8 и 9.I.1878 г. Руските войни и българските опълченци командувани от генералите Радецки, Скобелев и Мирски разгромиха тридесет хилядната армия на Вейсел паша. Тази битка реши победния край на войната. В двудневните Шейновски боеве 5769 руси и българи напоиха с кръвта си свещената родна земя. Българино, отдай почит на героите загинали за свободата на родината. | Шейново        | Изграден през 1963 – 1964 г. се на север от селото, в мемориалния парк, на мястото на парада на руските войски и българското опълчение след победата над Вейсел паша 42°41′27.8″ с. ш. 25°19′17.3″ и. д. / 42.691056° с. ш. 25.321472° и. д.                                    |
|        | Братска могила на загиналите на 28 декември 1877 г. в Шейновската битка офицери от 2-ра бригада от 16 пехотна дивизия: от 63-ти Углицки полк щабс-капитани Иван Маценико, Захар Саенко, прапорщици Григор Беляев, Владимир Купчински , от 64-ти Казански полк щабс-капитан Ромуалд Вимберг | Въ памятъ офицеровъ 2 бригады 16 пехотной дивизiи убитыхъ въ деле съ турками 28 Декабря 1877 года 63 пехотнаго Углицкаго полка Штабсъ Капитанъ Иванъ Николаевичъ Гико Маценико Штабсъ Капитанъ Захаръ Естафеевъ Саенко Прапорцикъ Григорiй Яковлевичъ Беляевъ Прапорцикъ Владимиръ Филиповичъ Купчинскiй 64 пехотнаго Казанскаго Его Императорскаго Высочества Великаго Князя Михаила Николаевича полка Щабсъ Капитанъ Ромуальтъ Ивановичъ Вимбергъ | Шейново        | Намира се в западния край на селото 42°41′03.7″ с. ш. 25°18′46.6″ и. д. / 42.684361° с. ш. 25.312944° и. д. |
|        | Братска могила на войните от 61-ви Владимирски, 62-ри Суздалски, 63-ти Углицки и 64-ти Казански полк (16-та пехотна дивизия), загинали в Шейновската битка на 28 декември 1877 г. | 16 пҧхотная Дивизiя 1877 г. 28 Декабря, Славная и вѣчная имъ память Войнамъ павшимъ при Взятiи Шейнова | Шейново        | Намира се на 0.5 км западно в християнското гробище 42°41′01″ с. ш. 25°18′42.5″ и. д. / 42.683611° с. ш. 25.311806° и. д. |
|        | Братска могила войните на 16-та пехотна дивизия, загинали в Шейновската битка на 28 декември 1877 г. | | Шейново        | Намира се на 0.5 км северно от селото 42°41′26.4″ с. ш. 25°18′57.1″ и. д. / 42.690667° с. ш. 25.315861° и. д. |
|        | Братска могила на 5 руски войни, загинали в Шейновската битка на 28 декември 1877 г. | няма | Шейново        | Намира се върху „Касабова“ могила до мюсюлманското гробище. При разкопки през 2006 г. д-р Георги Китов намира останките на войниците и ги предава на костницата на храм „Рождество Христово“ в с.Шипка. 42°40′53.6″ с. ш. 25°19′30.5″ и. д. / 42.681556° с. ш. 25.325139° и. д. |
|        | Братска могила на руски войни от 9-та пехотна дивизия на 8-ми Армейски корпус, загинали в Шейновската битка: от 33-ти Елецики полк нисши чинове 56, от 34-ти Севски полк нисши чинове 72, от 36-ти Орловски полк майор Павел Бойно-Родзевич, прапоршчици Николай Скуляни и Порфирий Ковалевский 2-ри и нисши чинове 81, от 4-та стрелкова бригада Щабс-капитан Людвиг Богодкевич, поручици Иван Грузевич – Нечай и Александър Чеканов, подпоручици Вячеслав Казанский и Рафаил Тимофеев нисши чинове 78, от 1-ва планинска батарея нисши чинове 3 | БРАТСКАЯ МОГИЛА войнамъ 8-го корпуса 9-ой ДИВИЗIИ 33 пҧхот. Елецкаго полка нижнихъ чиновъ – 56, 34 пҧх. Сҧвскаго П.А.Р. полка нижнихъ чиновъ – 72, 36 пҧхот. Орловскаго полка Майоръ Павелъ Бойно Родзевичъ, Прапорщики Николай Скуляни, Порфирий Ковалевскiй, нижнихъ чиновъ – 81, 4-й СТРѢЛКОВОЙ БРИГАДЫ Штабсъ Кап. Людвигъ Богодкевичъ, Поручики Иванъ Грузевичъ – Нечай, Александръ Чекановъ, Подпоручики Вячеславъ Казанскiй, Рафаилъ Тимофеевъ, нижнихъ чиновъ – 78, 1-й Горной Батареи нижнихъ чиновъ – 3, Миръ праху вашему Герои! | Шейново        | Намира се на 3 км източно – североизточно върху тракийска могила в близост до могила Оструша 42°41′23.7″ с. ш. 25°21′11.1″ и. д. / 42.689917° с. ш. 25.353083° и. д. |
|        | Братска могила на 11 нисши чина от 117-ти Ярославски и 119-ти Коломенски полк (30-та пехотна дивизия), убити в бой с турците при Шипка и Мъглиж на 28 декември 1877 г. | 11 человҧкъ нижнихъ чиновъ 30-ой пҧхотной дивизiи: 117 Ярославскаго и 119 пҧхот. Коломенскаго полковъ, Убитыхъ въ сръженiи съ турками при Шипки и Маглишъ 28 Декабря 1877 года | Шейново        | Намира се на 3.2 км източно – североизточно върху тракийска могила в близост до могила Оструша 42°41′30.2″ с. ш. 25°21′14.6″ и. д. / 42.691722° с. ш. 25.354056° и. д. |
|        | Паметник във вид на руски щикове на мястото на преминаването на дясната колона на генерал Михаил Скобелев през Химитлийския проход през декември 1877 г. за да вземе участие в Шейновската битка | 1878 Паметен знак за преминаването на войските на ген.М.Д.Скобелев открит на 27.II.1878 г. | Ясеново        | Построен е по повод 100 годишнината от събитието през 1978 г. Намира се в парка до центъра 42°41′13.2″ с. ш. 25°15′04.1″ и. д. / 42.687° с. ш. 25.251139° и. д. |